# منطقه غازیانتپ
منطقه غازیان تپه (انگلیسی: Gaziantep Subregion)(به ترکی استانبولی: Gaziantep Alt Bölgesi)(TRC1) یک زیرمنطقه آماری در ترکیه است.